# Weston McKennie
Weston James Earl McKennie (Little Elm, Texas, Estados Unidos, 28 de agosto de 1998) es un futbolista estadounidense que juega de centrocampista para la Juventus F. C. de la Serie A de Italia.

## Selección nacional
Tras jugar con la selección de fútbol sub-17 de Estados Unidos, la sub-19 y la sub-20, finalmente debutó con la selección absoluta el 14 de noviembre de 2017. Lo hizo en un partido amistoso contra Portugal que finalizó con un resultado de empate a uno tras el gol de Vitorino Antunes para Portugal, y del propio McKennie para el combinado estadounidense.

### Goles internacionales
| #  | Fecha                   | Estadio                                             | Oponente | Gol | Resultado | Competición                             |
| -- | ----------------------- | --------------------------------------------------- | -------- | --- | --------- | --------------------------------------- |
| 1  | 14 de noviembre de 2017 | Estádio Dr. Magalhães Pessoa, Leiría, Portugal      | Portugal | 0-1 | 1–1       | Amistoso                                |
| 2  | 30 de junio de 2019     | Lincoln Financial Field, Filadelfia, Estados Unidos | Curazao  | 1-0 | 1-0       | Copa de Oro de la Concacaf 2019         |
| 3  | 3 de julio de 2019      | Nissan Stadium, Nashville, Estados Unidos           | Jamaica  | 0-1 | 1-3       | Copa de Oro de la Concacaf 2019         |
| 4  | 11 de octubre de 2019   | Audi Field, Washington D. C., Estados Unidos        | Cuba     | 1-0 | 7-0       | Liga de Naciones de la Concacaf 2019-20 |
| 5  | 11 de octubre de 2019   | Audi Field, Washington D. C., Estados Unidos        | Cuba     | 2-0 | 7-0       | Liga de Naciones de la Concacaf 2019-20 |
| 6  | 11 de octubre de 2019   | Audi Field, Washington D. C., Estados Unidos        | Cuba     | 4-0 | 7-0       | Liga de Naciones de la Concacaf 2019-20 |
| 7  | 6 de junio de 2021      | Empower Field at Mile High, Denver, Estados Unidos  | México   | 2-2 | 3-2       | Liga de Naciones de la Concacaf 2019-20 |
| 8  | 12 de noviembre de 2021 | TQL Stadium, Cincinnati, Estados Unidos             | México   | 2-0 | 2-0       | Clasificación para el Mundial 2022      |
| 9  | 2 de febrero de 2022    | Allianz Field, Saint Paul, Estados Unidos           | Honduras | 1-0 | 3-0       | Clasificación para el Mundial 2022      |
| 10 | 24 de marzo de 2023     | Estadio Nacional de Granada, Saint George, Granada  | Granada  | 0-3 | 1-7       | Liga de Naciones de la Concacaf 2022-23 |
| 11 | 24 de marzo de 2023     | Estadio Nacional de Granada, Saint George, Granada  | Granada  | 1-4 | 1-7       | Liga de Naciones de la Concacaf 2022-23 |

## Estadísticas

### Clubes
Actualizado al último partido disputado el 1 de julio de 2025.
| Club                          | Div.          | Temporada     | Liga nacional | Liga nacional | Liga nacional | Copas nacionales | Copas nacionales | Copas nacionales | Torneos internacionales | Torneos internacionales | Torneos internacionales | Total | Total | Total  | Media goleadora |
| Club                          | Div.          | Temporada     | Part.         | Goles         | Asist.        | Part.            | Goles            | Asist.           | Part.                   | Goles                   | Asist.                  | Part. | Goles | Asist. | Media goleadora |
| ----------------------------- | ------------- | ------------- | ------------- | ------------- | ------------- | ---------------- | ---------------- | ---------------- | ----------------------- | ----------------------- | ----------------------- | ----- | ----- | ------ | --------------- |
| F. C. Schalke 04 · Alemania   | 1.ª           | 2016-17       | 1             | 0             | 0             | 0                | 0                | 0                | 0                       | 0                       | 0                       | 1     | 0     | 0      | 0               |
| F. C. Schalke 04 · Alemania   | 1.ª           | 2017-18       | 22            | 0             | 0             | 3                | 0                | 0                | —                       | —                       | —                       | 25    | 0     | 0      | 0               |
| F. C. Schalke 04 · Alemania   | 1.ª           | 2018-19       | 24            | 1             | 4             | 3                | 0                | 1                | 6                       | 1                       | 1                       | 33    | 2     | 6      | 0.06            |
| F. C. Schalke 04 · Alemania   | 1.ª           | 2019-20       | 28            | 3             | 0             | 4                | 0                | 1                | —                       | —                       | —                       | 32    | 3     | 1      | 0.09            |
| F. C. Schalke 04 · Alemania   | Total club    | Total club    | 75            | 4             | 4             | 10               | 0                | 2                | 6                       | 1                       | 1                       | 91    | 5     | 7      | 0.05            |
| Juventus F. C. · Italia       | 1.ª           | 2020-21       | 34            | 5             | 2             | 5                | 0                | 1                | 7                       | 1                       | 0                       | 46    | 6     | 3      | 0.13            |
| Juventus F. C. · Italia       | 1.ª           | 2021-22       | 21            | 3             | 0             | 2                | 1                | 0                | 6                       | 0                       | 0                       | 29    | 4     | 0      | 0.14            |
| Juventus F. C. · Italia       | 1.ª           | 2022-23       | 15            | 1             | 1             | 1                | 0                | 1                | 5                       | 2                       | 0                       | 21    | 3     | 2      | 0.14            |
| Leeds United F. C. Inglaterra | 1.ª           | 2022-23       | 19            | 0             | 1             | 1                | 0                | 0                | ―                       | ―                       | ―                       | 20    | 0     | 1      | 0               |
| Leeds United F. C. Inglaterra | Total club    | Total club    | 19            | 0             | 1             | 1                | 0                | 0                | 0                       | 0                       | 0                       | 20    | 0     | 1      | 0               |
| Juventus F. C. · Italia       | 1.ª           | 2023-24       | 34            | 0             | 7             | 4                | 0                | 3                | —                       | —                       | —                       | 38    | 0     | 10     | 0               |
| Juventus F. C. · Italia       | 1.ª           | 2024-25       | 32            | 2             | 4             | 3                | 0                | 0                | 13                      | 3                       | 0                       | 48    | 5     | 4      | 0.1             |
| Juventus F. C. · Italia       | Total club    | Total club    | 136           | 11            | 14            | 15               | 1                | 5                | 31                      | 6                       | 0                       | 182   | 18    | 19     | 0.1             |
| Total carrera                 | Total carrera | Total carrera | 230           | 15            | 19            | 26               | 1                | 7                | 37                      | 7                       | 1                       | 293   | 23    | 27     | 0.08            |
| 1. 2.                         |               |               |               |               |               |                  |                  |                  |                         |                         |                         |       |       |        |                 |

## Palmarés

### Títulos nacionales
| Título              | Club           | País   | Año  |
| ------------------- | -------------- | ------ | ---- |
| Supercopa de Italia | Juventus F. C. | Italia | 2020 |
| Copa Italia         | Juventus F. C. | Italia | 2021 |
| Copa Italia         | Juventus F. C. | Italia | 2024 |

### Títulos internacionales
| Título                          | Club (*)                    | Sede           | Año  |
| ------------------------------- | --------------------------- | -------------- | ---- |
| Liga de Naciones de la Concacaf | Selección de Estados Unidos | Estados Unidos | 2020 |
| Liga de Naciones de la Concacaf | Selección de Estados Unidos | Estados Unidos | 2023 |
| Liga de Naciones de la Concacaf | Selección de Estados Unidos | Estados Unidos | 2024 |

(*) Incluyendo la selección.